# Final Four Euroliga 2012
El 8 de mayo de 2010, momentos antes de la disputa de la final de la edición de 2010 en Barcelona, la organización de Euroliga, de mano de su director ejecutivo Jordi Bertomeu, ha anunció que la Final Four de baloncesto masculino de 2012 se celebraría en la ciudad turca de Estambul. Según informó el organismo baloncestístico, la sede elegida es el Sinan Erdem Arena, que albergaría las semifinales y finales de la máxima competición europea en las primeras fechas del mes de mayo, como suele ser costumbre. Las fechas exactas serían anunciadas en próximos eventos de la ULEB. El pabellón Sinan Erdem Arena fue inaugurado en 2010 con motivo de la celebración del Mundobasket 2010 y albergó la ronda final de esta competición.
De esta forma, la Final Four volvió a la ciudad de Estambul, 20 años después de que se celebrase la edición de 1992, en la que resultó ganador de la misma el equipo del Partizan de Belgrado.

## Calendario y Resultados
Semifinales
Viernes, 11 de mayo de 2012 
Semifinal 1 (17:00 h CET): CSKA Moscú - Panathinaikos BC, 66-64 
Semifinal 2 (20:00 h CET): Olympiacos BC - FC Barcelona Regal, 68-64
Final por el 3.er Puesto
Domingo, 13 de mayo de 2012. (17:00 h CET) 
Panathinaikos BC - FC Barcelona Regal, 69-74
GRAN FINAL
Domingo, 13 de mayo de 2012. (20:00 h CET) 
CSKA Moscú - Olympiacos BC, 61-62